# August Potthast
August Potthast (Höxter, 13 de agosto de 1824 — Leobschütz, hoje Głubczyce, 13 de fevereiro de 1898) foi um historiador alemão.
Potthast estudou em Paderborn, Münster e Berlim e ajudou Georg Heinrich Pertz, editor de Monumenta Germaniae Historica, além de editar Regesta pontificum romanorum, 1198-1304 (Berlim, 1874-1875). De 1874 a 1894 ele foi bibliotecário do Reichstag.
Sua obra principal é Bibliotheca historica medii aevi (1862), um guia às origens da história européia na Idade Média. Publicada na forma de um index, ela dá detalhes de praticamente todos os escritores históricos da Europa e de suas obras no intervalo de 375 a 1500. Uma versão ampliada foi publicada em Berlim em 1896.